# Pedostrangalia muneaka
Pedostrangalia muneaka är en skalbaggsart som först beskrevs av Mitono och Koichi Tamanuki 1939.  Pedostrangalia muneaka ingår i släktet Pedostrangalia och familjen långhorningar.
Artens utbredningsområde är Taiwan. Inga underarter finns listade i Catalogue of Life.